# Том Джоунс (филм)
„Том Джоунс“ (на английски: Tom Jones) е британски игрален филм - приключенска комедия, излязъл по екраните през 1963 година, режисиран от Тони Ричардсън с участието на Албърт Фини в заглавната роля. Сценарият, написан от драматурга Джон Озбърн, е адаптация по класическата новела „Историята на Том Джоунс, безпризорното дете“ (1749) от Хенри Филдинг.

## Сюжет
Произведението разказва историята за подхвърлено дете, което израства превръщайки се в чаровен ухажор, слабост на жените, които прелъстява и изоставя с еднаква лекота. Уви, точно момичето, което истински обича, запазва дистанция от него поради неподобаващия му произход и лековатото му на вид поведение. Филмът въвежда в кинематографията някои новаторски за времето си похвати.

## В ролите
| Актьор            | Роля                       |
| ----------------- | -------------------------- |
| Албърт Фини       | Том Джоунс                 |
| Сузана Йорк       | Софи Уестърн               |
| Хю Грифит         | Скуайър Уестърн            |
| Даян Чиленто      | Моли Сийгрим               |
| Едит Еванс        | Мис Уестърн                |
| Джойс Редман      | г-жа Уотърс / Джени Джоунс |
| Джоан Грийнууд    | лейди Беластън             |
| Джордж Дивайн     | Скуайър Олуорти            |
| Дейвид Томлинсън  | лорд Феламар               |
| Розалинд Аткинсън | г-жа Милър                 |
| Уилфрид Лоусън    | Черният Джордж             |
| Розалинд Найт     | г-жа Фицпатрик             |
| Джак Масгоурън    | Партридж                   |
| Фреда Джаксън     | г-жа Сийгрим               |
| Дейвид Уорнър     | Блифил                     |
| Ракел Кемпсън     | Бриджит Олуорти            |
| Питър Бул         | Тюкъм                      |
| Анджела Бадли     | г-жа Уилкинс               |

## Награди и номинации
„Том Джоунс“ е големия победител на 36-ата церемония по връчване на наградите „Оскар“, където е номиниран за отличието в цели 10 категории, печелейки 4 от тях, включително статуетките за най-добър филм, за най-добър режисьор и най-добър адаптиран сценарий. Произведението е удостоено и с престижната награда „Златен глобус“ за най-добър комедия, както и награда БАФТА за най-добър британски филм на годината.
Изпълнителят на главната роля Албърт Фини, освен номинацията си за „Оскар“, е удостоен с приз „Златен глобус“ за най-обещаващ дебютант, както и със специална награда от филмовия фестивал във Венеция. Прецедент в историята на „Оскарите“ са трите номинации за изпълнители в една и съща категория, а именно за най-добра поддържаща женска роля, където са номинирани Даян Чиленто, Едит Еванс и Джойс Редман. Номинация за „Оскар“ получава и Хю Грифит в категорията за поддържаща мъжка роля.